# Gorgo (película)
Gorgo es una película de monstruos de ciencia ficción británica de 1961 dirigida por Eugène Lourié y protagonizada por Bill Travers y William Sylvester. La historia trata sobre el capitán de un barco y su tripulación de pescadores de perlas quienes, junto con otros pescadores en una isla y un niño huérfano, descubren y capturan una gigantesca criatura marina anfibia y la llevan a Londres para su exhibición pública. Esto da como resultado que la madre de la criatura, mucho más grande, invada Londres en busca de su hijo, causando destrucción en toda la ciudad.

## Argumento
El capitán Joe Ryan está buscando un tesoro en la costa de Irlanda cuando un volcán entra en erupción y casi hunde su barco. Ryan y su primer oficial y amigo, Sam Slade, llevan el barco a la isla de Nara para repararlo. Antes de que el capitán del puerto, el señor McCartin, llegue para ayudarlos, la tripulación conoce a Sean, un huérfano, que ayuda a McCartin. Los invita a ver su colección de antiguas reliquias vikingas. Ryan se siente intrigado por una reliquia que tiene la imagen de una criatura a la que Sean llama "Ogra, el espíritu del mar".
Joe y Sam consultan al hosco McCartin y descubren que tiene más que un interés arqueológico cuando les muestra su alijo de reliquias de oro recuperadas ilegalmente del puerto. Ryan le advierte que deje de ser inútil o llamará a la policía. Mientras los buzos de Ryan revisan el puerto en busca de otros buzos que desaparecieron misteriosamente, uno de ellos emerge y muere de "miedo". Esa noche un grupo de pescadores sale a revisar el agua. Son atacados por una criatura gigantesca, pero logran ahuyentarla con tizones.
Después de conocer a los pescadores y con la ayuda de McCartin, Ryan y su tripulación logran capturar a la criatura y transportarla a su barco. Sean les advierte que han cometido un error, pero la tripulación lo ignora. Al enterarse de la criatura, dos científicos universitarios llegan para encontrarse con Ryan y Slade, con la esperanza de obtenerla para realizar estudios científicos. Sin embargo, Ryan ya vendió la criatura a Dorkin's Circus en Londres.
Dorkin llama a la criatura "Gorgo", en honor a la gorgona Medusa, antes de transportarla a un gran foso cerrado para su exhibición pública en Battersea Park. Ryan y Slade se reencuentran con los científicos, quienes les informan que la criatura es un bebé. Con su madre más grande aún ahí fuera, la Royal Navy se hace cargo de la operación. Más tarde esa noche, la madre de Gorgo emerge del mar y ataca la isla de Nara en busca de su hijo antes de partir. Cuando ataca de nuevo por la mañana, un destructor de la Royal Navy la intercepta, pero ella resulta inmune a sus armas y lo hunde, matando a todos a bordo.
Más tarde, la madre ataca Londres. Los militares intervienen, pero no logran detenerla ni destruirla. Ryan y Slade se separaran para encontrar a Sean, y el primero encuentra al niño y lo mantiene a salvo. La madre de Gorgo finalmente se reúne con su hijo y lo libera del pozo antes de que ambos regresen sanos y salvos al mar.

## Reparto
- Bill Travers como el Capitán Joe Ryan
- William Sylvester como el primer oficial Sam Slade
- Vincent Winter como Sean, el chico huérfano del pueblo.
- Christopher Rhodes como Kevin McCartin, el capitán del puerto
- Joseph O'Conor como el profesor Leroy Hendricks
- Bruce Seton como el profesor Marius Flaherty
- Martin Benson como Andrew Dorkin, el dueño del circo.
- Basil Dignam como el almirante Hugh Brooks
- Barry Keegan como primer oficial Harry
- Dervis Ward como contramaestre Mike
- Mick Dillon como Gorgo y Ogra

## Recepción
Un crítico de The Kensington News y West London Times calificó a Gorgo como "un triste desperdicio, no de talento, sino de oportunidades. Algunos de los efectos son muy convincentes, pero se ven compensados por el tono general de la película. Es una sátira sobre monstruos. Gorgo podría haber sido una buena película. Podría haber predicado el amor maternal, la vanidad de la humanidad, la verdadera debilidad de la humanidad o podría haber sido puramente aterradora. Lamentablemente no hace nada".  Arthur Steele del Birmingham Evening Mail describió la película como "diseñada para adultos jóvenes". 
Charles Stinson, de Los Angeles Times, se refirió al guion de la película como "no poco inteligente. Pero es completamente rutinario".  Stinson también lamentó el trabajo de cámara por considerarlo poco imaginativo, pero agregó: "Sin embargo, el color es verdadero y rico, y los efectos especiales son bastante hábiles. Los británicos hacen las cosas ordenadamente". 